# Штамм Євген Львович
Євген Львович Штамм (1874—1953, Москва, Російська Імперія) був радником правління Києво-Ковельської лінії Південно-Західної залізниці після її відкриття 1908 року. Був сином Льва Івановича Штамма (який мав маєток Биково під Москвою) та, ймовірно, правнуком дворянина Івана Астаф'євича Штамма, який отримав титул у 1794 р. за військову службу від графа Румянцева.
Його сестра Катерина Львовна (1879—1958) була дружиною відомого скульптора В. М. Домогацького.
Брат Микола Львович — математиком, помер у 1917 р.[неавторитетне джерело]

## Біографія
Євген Львович закінчив Інститут шляхів сполучення у Петербурзі.
Садиба Штамма у неороманському стилі була збудована ним у 1900-х роках на хуторі Ястремщина недалеко від станції Буча. На цьому хуторі Штамм займався благодійністю. В одній із будівель він організував школу для сільських дітей.
Коли почалася Українська революція у 1917, Штамм покинув садибу і, ймовірно, повернувся до Москви.
у 30-х роках ХХ ст. працював головним інженером у Держпроектбуді у Москві.